# كبريتات الزئبق الأحادي
كبريتات الزئبق الأحادي (بالإنجليزية : Mercury(I) sulfate ) ، عادة يُسمّى كبريتات الزئبقوز "mercurous sulfate" (الولايات المتحدة) أو كبريتات الزئبقوز "mercurous sulphate" (المملكة المتحدة) وهو مركب كيميائي Hg2SO4. يمكن إنتاجه من خلال تفاعل نترات الزئبق الأحادي مع مصدر لأيونات الكبريتات :
Hg2(NO3)2 + SO42- → Hg2SO4 + 2 NO3-
ويمكن تحضيره أيضاً عن طريق تفاعل الفائض من الزئبق مع حمض الكبريت المركز :
2Hg + 2 H2SO4 → Hg2SO4 + 2 H2O + SO2